# Atletik under sommer-OL 2020 - 4×400 meter stafetløb (herrer)
Mændenes 4x400 meter stafet ved Sommer-OL 2020 i Tokyo, Japan, blev afholdt den 6. og 7. august 2021 på Japan National Stadium. Der var 16 stafethold, hvor hvert hold havde 5 medlemmer, hvoraf 4 blev valgt i hver runde.

## Tidsplan
Alle tider er Japansk standard tid (UTC+9)
Mændenes 4×400 meter stafet fandt sted over to på hinanden følgende dage.
| Dato                  | Tid   | Runde   |
| --------------------- | ----- | ------- |
| Fredag 6. august 2021 | 19:50 | Runde 1 |
| Lørdag 7. august 2021 | 21:50 | Finale  |

## Resultater

### Indledende runde

#### Heat 1
Resultater:
| Placering | Bane | Nation             | Udøvere                                                            | Reaktion | Tid     | Kommentarer |
| --------- | ---- | ------------------ | ------------------------------------------------------------------ | -------- | ------- | ----------- |
| 1         | 7    | USA                | Trevor Stewart, Randolph Ross, Bryce Deadmon, Vernon Norwood       | 0,180    | 2.57,77 | Q, SB       |
| 2         | 9    | Botswana           | Isaac Makwala, Baboloki Thebe, Zibane Ngozi, Bayapo Ndori          | 0,200    | 2:58,33 | Q, Ar       |
| 3         | 3    | Trinidad og Tobago | Deon Lendore, Jereem Richards, Machel Cedenio, Dwight St. Hillaire | 0,193    | 2.58,60 | Q, SB       |
| 4         | 4    | Italien            | Alessandro Sibilio, Vladimir Aceti, Edoardo Scotti, Davide Re      | 0,144    | 2.58,91 | Q, NR       |
| 5         | 2    | Holland            | Jochem Dobber, Terrence Agard, Tony van Diepen, Ramsey Angela      | 0,178    | 2.59,06 | Q, NR       |
| 6         | 5    | Storbritannien     | Cameron Chalmers, Joe Brier, Lee Thompson, Michael Ohioze          | 0,245    | 3.03,29 | SB          |
| 7         | 6    | Tjekkiet           | Patrik Šorm, Pavel Maslák, Michal Desenský, Vít Müller             | 0,169    | 3.03,61 |             |
| 8         | 8    | Tyskland           | Marvin Schlegel, Luke Campbell, Jean Paul Bredau, Manuel Sanders   | 0,197    | 3.03,62 |             |

#### Heat 2
Resultater:
| Placering | Bane | Nation    | Udøvere                                                                | Reaktion | Tid     | Kommentarer |
| --------- | ---- | --------- | ---------------------------------------------------------------------- | -------- | ------- | ----------- |
| 1         | 8    | Polen     | Dariusz Kowaluk, Karol Zalewski, Jakub Krzewina, Kajetan Duszyński     | 0,160    | 2.58,55 | Q, SB       |
| 2         | 4    | Jamaica   | Demish Gaye, Jaheel Hyde, Karayme Bartley, Nathon Allen                | 0,188    | 2.59,29 | Q, SB       |
| 3         | 6    | Belgien   | Alexander Doom, Jonathan Sacoor, Dylan Borlée, Jonathan Borlée         | 0,148    | 2.59,37 | Q, SB       |
| 4         | 2    | Indien    | Mohammad Anas, Noah Nirmal Tom, Amoj Jacob, Arokia Rajiv               | 0,138    | 3.00,25 | AR          |
| 5         | 7    | Japan     | Rikuya Itō, Kaito Kawabata, Kentaro Sato, Aoto Suzuki                  | 0,143    | 3.00,76 | =NR         |
| 6         | 5    | Frankrig  | Thomas Jordier, Muhammad Abdallah Kounta, Ludovic Ouceni, Gilles Biron | 0,166    | 3.00,81 | PB          |
| 7         | 9    | Sydafrika | Lythe Pillay, Zakithi Nene, Ranti Dikgale, Thapelo Phora               | 0,151    | 3.01,18 | SB          |
| 8         | 3    | Colombia  | Jhon Alejandro Perlaza, Diego Palomeque, Raúl Mena Pedroza, Jhon Solís | 0,164    | 3.03,20 | SB          |

### Finale
Resultater:
| Placering | Bane | Nation             | Udøvere                                                                | Reaktion | Tid     | Kommentarer |
| --------- | ---- | ------------------ | ---------------------------------------------------------------------- | -------- | ------- | ----------- |
| 1         | 4    | USA                | Michael Cherry, Michael Norman, Bryce Deadmon, Rai Benjamin            | 0,185    | 2.55,70 | SB          |
| 2         | 2    | Holland            | Liemarvin Bonevacia, Terrence Agard, Tony van Diepen, Ramsey Angela    | 0,176    | 2.57,18 | {NR         |
| 3         | 7    | Botswana           | Isaac Makwala, Baboloki Thebe, Zibane Ngozi, Bayapo Ndori              | 0,212    | 2.57,27 | AR          |
| 4         | 9    | Belgien            | Alexander Doom, Jonathan Sacoor, Dylan Borlée, Kevin Borlée            | 0,149    | 2.57,88 | NR          |
| 5         | 6    | Polen              | Dariusz Kowaluk, Karol Zalewski, Mateusz Rzeźniczak, Kajetan Duszyński | 0,157    | 2.58,46 | SB          |
| 6         | 5    | Jamaica            | Demish Gaye, Christopher Taylor, Jaheel Hyde, Nathon Allen             | 0,195    | 2.58,76 | SB          |
| 7         | 3    | Italien            | Davide Re, Vladimir Aceti, Edoardo Scotti, Alessandro Sibilio          | 0,161    | 2.58,81 | NR          |
| 8         | 8    | Trinidad og Tobago | Deon Lendore, Jereem Richards, Dwight St. Hillaire, Machel Cedenio     | 0,179    | 3.00,85 |             |